# Acer acuminatum
Acer acuminatum é uma espécie de árvore do gênero Acer, pertencente à família Aceraceae.